# Close to You
Close to You je drugi studijski album skupine The Carpenters, izdan 19. avgusta 1970 pri založbi A&M Records.  Leta 2003 so ga uredniki revije Rolling Stone vključili kot 175. na seznam 500 najboljših albumov vseh časov.

## Seznam skladb
| Stran 1 | Stran 1                          | Stran 1                     | Stran 1 |
| Št.     | Naslov                           | Pisec                       | Dolžina |
| ------- | -------------------------------- | --------------------------- | ------- |
| 1.      | „We've Only Just Begun‟          | Roger Nichols Paul Williams | 3:04    |
| 2.      | „Love Is Surrender‟              | Ralph Carmichael            | 1:59    |
| 3.      | „Maybe It's You‟                 | John Bettis R. Carpenter    | 3:09    |
| 4.      | „Reason to Believe‟              | Tim Hardin                  | 3:02    |
| 5.      | „Help‟                           | Lennon-McCartney            | 3:02    |
| 6.      | „(They Long to Be) Close to You‟ | Burt Bacharach Hal David    | 4:34    |

| Stran 2         | Stran 2                         | Stran 2                              | Stran 2 |
| Št.             | Naslov                          | Pisec                                | Dolžina |
| --------------- | ------------------------------- | ------------------------------------ | ------- |
| 7.              | „Baby It's You‟                 | Bacharach Mack David Barney Williams | 2:50    |
| 8.              | „I'll Never Fall in Love Again‟ | Bacharach H. David                   | 2:56    |
| 9.              | „Crescent Noon‟                 | Bettis R. Carpenter                  | 4:09    |
| 10.             | „Mr. Guder‟                     | Bettis R. Carpenter                  | 3:17    |
| 11.             | „I Kept On Loving You‟          | Nichols P. Williams                  | 2:13    |
| 12.             | „Another Song‟                  | Bettis R. Carpenter                  | 4:22    |
| Skupna dolžina: | Skupna dolžina:                 | Skupna dolžina:                      | 38:37   |

## Zasedba
- Karen Carpenter – vokal, bobni
- Richard Carpenter – vokal, klavir
- Hal Blaine – bobni
- Joe Osborn – bas kitara
- Danny Woodhams – bas kitara
- Jim Horn – pihala
- Bob Messenger – pihala
- Doug Strawn – pihala